# Desicasta sebosa
Desicasta sebosa är en skalbaggsart som beskrevs av Neervoort Van de poll 1886. Desicasta sebosa ingår i släktet Desicasta och familjen Cetoniidae. Inga underarter finns listade i Catalogue of Life.